# 天主教皮亞扎-阿爾梅里納教區
天主教皮亞扎-阿爾梅里納教區（拉丁語：Dioecesis Platiensis）是天主教會在義大利的一個教區。屬阿格里真托總教區。
教區成立於1817年7月3日，時屬蒙雷阿萊總教區。2000年12月2日改屬阿格里真托總教區。教區範圍包括卡爾塔尼塞塔省五市和恩納省七市，2004年有教友218,000人，佔轄區總人口97.3%。教區下轄七十五個堂區，有129名司鐸。現任教區主教為羅薩里奧·吉薩納。